# Venla Pulkkanen
Venla Pulkkanen (* 13. Juli 2002 in Lahti) ist eine finnische Leichtathletin, die sich auf den Hochsprung spezialisiert hat.

## Sportliche Laufbahn
Erste internationale Erfahrungen sammelte Venla Pulkkanen im Jahr 2023, als sie bei den U23-Europameisterschaften in Espoo mit übersprungenen 1,87 m den vierten Platz im Hochsprung belegte. Anschließend gewann sie bei den World University Games in Chengdu mit 1,88 m die Bronzemedaille hinter der Ghanaerin Rose Yeboah und Elena Kulichenko aus Zypern. 
2023 wurde Pulkkanen finnische Meisterin im Hochsprung.

## Persönliche Bestleistungen
- Hochsprung: 1,88 m, 6. August 2023 in Chengdu
  - Hochsprung (Halle): 1,78 m, 29. Januar 2023 in Kuopio